# Christian Hummel
Christian Hummel, född 31 mars 1849 i Frederiksværn, död 7 maj 1922, var en dansk ingenjör. 
Hummel blev student i Köpenhamn 1867, blev polyteknisk kandidat i mekanik 1875, i ingenjörsfacket 1876 och anställdes påföljande år under statens vattenbyggnadsväsende. Han inlade sig främst förtjänst som verksam medlem av flera kommissioner angående danska hamnförhållanden, särskilt hamnanläggningar på Jyllands västkust, samt projekterade och ledde arbetet vid Anholts hamns byggnad och Helsingørs hamns utbyggnad. Han tog avsked 1919.